# Trolejbusy w Poczdamie
Trolejbusy w Poczdamie – system trolejbusowy funkcjonujący w latach 1949–1995 w stolicy niemieckiego landu Brandenburgii Poczdamie, stanowiący uzupełnienie działającego od 1880 r. systemu tramwajowego. Trolejbusy kursowały wyłącznie w częściach miasta Babelsberg i Drewitz; łącznie działały dwie linie. Operatorem było początkowo przedsiębiorstwo VEB Verkehrsbetrieb Potsdam, a od 1990 r. Verkehrsbetrieb Potsdam GmbH.

## Historia
Pierwsze plany budowy trolejbusów sięgają roku 1941. Planowano wówczas budowę trzech linii trolejbusowych A, B i C, które miały obsługiwać południową część miasta. Z powodu trudności finansowych związanych z II wojną światową do prac przystąpiono dopiero po jej zakończeniu. 1 października 1949 r. otwarto linię A. Siedem lat później, 23 kwietnia 1957 r., uruchomiono linię B, a rok później w marcu oddano do użytku pętlę uliczną w Babelsbergu. 11 sierpnia 1971 r. zlikwidowano trasę do pętli Drewitz-Ost. W 1992 r. nastała konieczność likwidacji sieci trakcyjnej na przejeździe kolejowo-drogowym przy dworcu Drewitz; przyczyną była elektryfikacja linii kolejowej dużych prędkości przecinającej linię trolejbusową. Pod koniec tego roku skrócono linię B do dworca Drewitz i zmieniono jej oznaczenie na 691, a linię A nazwano 691 i przydzielono do jej obsługi duobusy. Z powodu braku funduszy na remont infrastruktury i wymianę taboru postanowiono o likwidacji systemu z dniem 22 stycznia 1995 r. Przez pewien czas kursowały jeszcze duobusy, ale spadające drzewo uszkodziło sieć trakcyjną i także one zostały wycofane z ruchu.

## Linie

### 1990
| Linia | Trasa                                               |
| ----- | --------------------------------------------------- |
| A     | Babelsberg, Goethestraße ↔ Bergstücken, Steinstraße |
| B     | Babelsberg Nord ↔ Bergstücken, Steinstraße          |

### 1992
| Linia | Trasa                                               |
| ----- | --------------------------------------------------- |
| 690   | Babelsberg, Goethestraße ↔ Bergstücken, Steinstraße |
| 691   | Babelsberg Nord ↔ Bahnhof Drewitz                   |

## Tabor
W Poczdamie eksploatowano trolejbusy typów LOWA W602a, Škoda 8Tr, Škoda 9Tr, Škoda 14Tr, Ikarus 280T i duobusy typu Mercedes-Benz O405GTD (nr 993 i 994).
Škoda 14Tr nr 976 została zmodernizowana w latach 1993–1994 i przemalowana w barwy Verkehrsbetriebe Potsdam; pozostałe trolejbusy nosiły reklamy całopojazdowe. Po likwidacji systemu pozostałe trolejbusy Škoda aż do numeru 976 sprzedano do czeskiej Ostrawy; od 2002 r. kursowały one w kazachskiej miejscowości Ałmaty. Ostatnie z nich wycofano w 2008 r. Trolejbus nr 976 jest pojazdem historycznym w Eberswalde. Duobusy nr 993 i 994 sprzedano do Kapfenbergu w Austrii, gdzie kursowały do likwidacji sieci w 2002 r.